# Everton Pereira
Everton Pereira (Goiânia, 21 agosto 1995) è un calciatore brasiliano, difensore del Goiatuba.

## Caratteristiche tecniche
È un terzino destro.

## Carriera
Cresciuto nel settore giovanile del Goiás, ha esordito in prima squadra il 22 febbraio 2015 in occasione del match del Campionato Goiano pareggiato 1-1 contro il Trindade.